# جوليو تافاريس
جوليو تافاريس (بالبرتغالية: Júlio Tavares‏) (مواليد 19 نوفمبر 1988) هو لاعب كرة قدم في الرأس الأخضر يلعب حاليًا لصالح نادي الدرعية السعودي .

## الأهداف الدولية
| # | التاريخ        | الملعب                             | الخصم  | الهدف | النتيجة | البطولة                         |
| - | -------------- | ---------------------------------- | ------ | ----- | ------- | ------------------------------- |
| 1 | 18 نوفمبر 2014 | الملعب الوطني، برايا، الرأس الأخضر | النيجر | 3–1   | 3–1     | تصفيات كأس الأمم الأفريقية 2015 |

## روابط خارجية
- جوليو تافاريس على موقع قاعدة بيانات كرة القدم.إي يو (الإنجليزية)
- جوليو تافاريس على موقع ليكيب (الفرنسية)
- جوليو تافاريس على موقع ناشيونال فوتبول تيمز (الإنجليزية)
- جوليو تافاريس على موقع Soccerway.com (الإنجليزية)
- جوليو تافاريس على موقع عالم كرة القدم.نت (الإنجليزية)
- جوليو تافاريس على موقع كووورة
- جوليو تافاريس على موقع AS.com (الإسبانية)